# IPad (3-го поколения)
iPad 3-го поколения (англ. 3rd generation iPad, продавался как The New iPad. Известен как iPad 3) — интернет-планшет, выпускавшийся корпорацией Apple. Был представлен 7 марта 2012 года на презентации Apple в Сан-Франциско. Планшет стал толще (на 0,6{\displaystyle } мм) и тяжелее, чем предшественник, оснащён более мощным процессором, более ярким экраном с улучшенным в четыре раза разрешением, камерой большего разрешения (фронтальная камера осталась без изменений) и батареей большей ёмкости. Этим поколением планшета Apple предпринимает попытку создать устройство, которое бы заменило ПК, включив редактирование фото и видео, а также графику, более подходящую для ПК. Несмотря на это, производитель относит данную модель планшета к устройствам эпохи пост-ПК.
IPad (3-го поколения) получил очень положительные отзывы и похвалу за дисплей Retina, камеру, процессор и возможности 4G LTE. По словам Уолта Моссберга из All Things Digital, новая модель «имеет самый впечатляющий дисплей, который можно увидеть на мобильном устройстве». Новый iPad держит корону как «лучший планшет на планете». Джонатан Спира из Frequent Business Traveller утверждал, что «кажется, что все становится чётче и яснее».

## Презентация планшета
Презентация проводилась в центре современного искусства Yerba Buena в Сан-Франциско, ведущим был преемник Стива Джобса на посту генерального директора компании — Тим Кук. Официального имя планшету на презентации дано не было. Тим Кук начал презентацию со слов: «У нас есть нечто, что вам нужно обязательно увидеть. И потрогать.».

## Основные отличия от iPad 2
- Retina Display — количество пикселей на линейный дюйм на новом дисплее (PPI) — 264, что вдвое выше, чем у предшественника — 132, на 44 % улучшилась цветовая насыщенность;[4][19]
- Поддержка нового вида связи 4G LTE;
- Основная задняя камера теперь имеет 5 mpx (фронтальная камера осталась прежней);
- Камера снимает видео в формате Full HD 1080p (на 2-м iPad 720p);
- Новый 2-ядерный процессор Apple A5X 1 ГГц (GPU имеет 4 ядра 250 МГц).

## Спецификации

### Экран
- Дисплей Retina;
- Глянцевый экран с диагональю 9,7 дюйма с подсветкой LED, технологиями Multi-Touch и IPS;
- Разрешение 2048x1536 пикселей (264 пикселя/дюйм);
- Олеофобное покрытие, препятствующее появлению отпечатков пальцев;
- Поддержка одновременного отображения нескольких языков и наборов символов.

### Процессор
- Специально разработанный, высокопроизводительный, энергоэкономичный двухъядерный процессор Apple A5X с четырёхъядерным графическим ускорителем.

### Мобильная и беспроводная связь
- Wi-Fi (802.11a/b/g/n);
- Технология Bluetooth 4.0;
- Мобильная связь: 3G, EDGE, HSCSD, HSDPA, HSUPA, HSPA+, GPRS, GSM900, GSM1800, GSM1900, LTE (AT&T 700, 2100 МГц / Verizon 700 МГц).

### Камеры, фотографии и запись видео
- 5-мегапиксельная камера iSight;
- Автофокусировка;
- Фокусировка касанием;
- Распознавание лиц на фотографиях;
- Запись видео, Full HD (с частотой развёртки 1080p) до 30 кадров/с со звуком;
- Стабилизация видео;
- 0,3-мегапиксельная камера FaceTime для фотографий и видеозаписи VGA-качества со скоростью до 30 кадров/с;
- Привязка фотографий и видео к месту съёмки.

### Аккумулятор и питание
- Встроенный литиевый аккумулятор с полимерным электролитом ёмкостью 42,5 Вт-ч;
- До 10 часов работы в Интернете в режиме Wi-Fi, воспроизведения фильмов и музыки;
- Зарядка от адаптера питания (2 А).

### Входы и выходы
- 30-контактный разъём для синхронизации с ПК;
- 3,5-мм разъём для стереонаушников (мини-джек);
- Встроенный динамик;
- Микрофон;
- Слот для micro-SIM-карты в LTE-версии.

### Датчики
- Акселерометр;
- Датчик внешней освещённости;
- Гироскоп.

### Средства определения местонахождения
- Wi-Fi;
- GPS/ГЛОНАСС (в LTE версии).

### Воспроизведение аудио
- Частотная характеристика: от 20 Гц до 20 кГц;
- Поддерживаемые аудиоформаты: HE-AAC (V1 и V2), AAC (от 8 до 320 кбит/с), защищённый AAC (из iTunes Store), MP3 (от 8 до 320 кбит/с), MP3 VBR, Audible (форматы 2, 3, 4, Audible Enhanced Audio, AAX и AAX+), Apple Lossless, AIFF и WAV;
- Настраиваемая пользователем максимальная громкость;
- Объёмный звук Dolby Digital 5.1 при использовании цифрового AV-адаптера Apple (продаётся отдельно).

### ТВ и видео
- Функция дублирования видео AirPlay на Apple TV (2-го или 3-го поколения) с частотой развёртки 720p;
- Потоковая передача видео AirPlay на Apple TV (3-го поколения) с частотой развёртки до 1080p и на Apple TV (2-го поколения) с частотой развёртки до 720p;
- Поддержка дублирования и вывода видео: видео с частотой развёртки до 1080p при использовании цифрового AV-адаптера Apple или VGA-адаптера Apple (адаптеры продаются отдельно);
- Поддержка вывода видео с частотой развёртки 576i и 480i через комбинированный AV-кабель Apple (кабели продаются отдельно);
- Поддерживаемые видеоформаты: видео H.264 с частотой развёртки до 1080p, 30 кадров/с, высокий профиль уровня 4.1 со звуком AAC-LC до 160 кбит/с, 48 кГц, стереозвук в форматах .m4v, .mp4 и .mov; видео MPEG-4 до 2,5 Мбит/с, 640 х 480 пикселей, 30 кадров/с, простой профиль со звуком AAC-LC до 160 кбит/с на канал, 48 кГц, стереозвук в форматах .m4v, .mp4 и .mov; Motion JPEG (M-JPEG) до 35 Мбит/с, 1280 x 720 пикселей, 30 кадров/с, аудио в формате ulaw, стереозвук PCM в формате .avi.

### Поддержка почтовых вложений
Поддержка просмотра документов следующих типов: .jpg, .tiff, .gif (изображения); .doc и .docx (Microsoft Word); .htm и .html (веб-страницы); .key (Keynote); .numbers (Numbers); .pages (Pages); .pdf (Preview и Adobe Acrobat); .ppt и .pptx (Microsoft PowerPoint); .txt (текст); .rtf (текст в формате .rtf); .vcf (информация о контактах); .xls и .xlsx (Microsoft Excel)

### Универсальный доступ
- Функция голосового сопровождения интерфейса VoiceOver;
- Поддержка воспроизведения скрытых субтитров;
- Интерфейс Assistive Touch для адаптивных аксессуаров;
- Увеличение объектов до размеров экрана;
- Крупный шрифт;
- Функция «Белое на чёрном»;
- Настройка громкости вправо/влево.

### Требования к среде эксплуатации
- Температура при эксплуатации: от 0 до 35 °C;
- Температура при хранении: от −20 до 45 °C;
- Относительная влажность: от 5 до 95 % без конденсации;
- Максимальная высота эксплуатации: 3000 м.

### Системные требования
- Apple ID (требуется для некоторых функций)
- Доступ к сети Интернет
- Для синхронизации с iTunes на Mac или PC требуется:
  - Mac: система Mac OS X 10.5.8 или более поздней версии
  - PC: Windows 8, Windows 7, Windows Vista или Windows XP Home или Professional (Service Pack 3 или более поздней версии)
  - iTunes 10.6 или более поздней версии (бесплатная загрузка с www.itunes.com/ru/download)

### Комплект поставки
- iPad
- Кабель для подключения док-станции к порту USB
- Адаптер питания USB мощностью 10 Вт
- Документация
- Наклейка белого цвета с логотипом Apple

### Редкоземельные элементы в составе iPad 3
При производстве iPad 2 и 3 используется целый ряд редкоземельных элементов:
Лантан — в аккумуляторах, неодим — в магнитах, церий — в стекле экрана, а также другие элементы.

## Стоимость и начало поставок
Стоимость моделей iPad нового поколения в США на момент начала продаж составляла:
|                  | 16GB | 32GB | 64GB |
| ---------------- | ---- | ---- | ---- |
| Wi-Fi            | $499 | $599 | $699 |
| Wi-Fi + Cellular | $629 | $729 | $829 |

В США продажи планшета iPad нового поколения начались 16 марта 2012 года. 
В ночь с 24 на 25 мая в России начались официальные продажи нового iPad. Планшет можно было купить в крупных торговых сетях, причём стоимость устройства немного отличалась в зависимости от того или иного салона. Так, самую простую версию iPad с Wi-Fi оценивали в 20—21 тыс. российских рублей ($ 630—660), старшая обходилась в 35,5—36 тыс. рублей ($1,13—1,14 тыс.). Ажиотажного спроса на новую продукцию Apple в Москве в день начала продаж не наблюдалось.

## Недостатки
В первое же время после начала продаж нового iPad пользователи на официальном форуме Apple Support Communities и на форуме MacRumors стали жаловаться на перегрев устройства, и — иногда — на отключение из-за перегрева.
По данным издания CNet, недостаток связан с более мощным аккумулятором, который понадобился, чтобы обслуживать мощный процессор и новые стандарты связи LTE.
В начале апреля появились жалобы на неустойчивую связь WiFi.
К недостаткам можно отнести: увеличенную толщину корпуса устройства по сравнению с iPad 2
В Австралии были жалобы на то, что iPad не работает в местной сети LTE, хотя в рекламе было сказано, что работает. Позже версия Wi-Fi + 4G была переименована в Wi-Fi + Cellular, чтобы избежать скандалов. Также на сайте Apple было написано, что 4G работает только в США и Канаде.

## Конкуренты
- Huawei MediaPad 10 FHD
- Microsoft Surface
- Samsung Galaxy Tab 10.1
- ASUS Eee Pad Transformer Prime TF700T
- Acer Iconia Tab A701
- Lenovo IdeaTab K2
- Sony Xperia Tablet S